# Мінерали первинні
Мінерали первинні (рос. минералы первичные, англ. primary minerals; нім. primäre Minerale n pl) – мінерали, які виникають при різноманітних процесах як первинні утворення.
Первинні мінерали є залишковим матеріалом після руйнування й вивітрювання магматичних порід. Представлені відносно крупними піщаними й гравійними частинками. Мають жорстку нерухому кристалічну решітку, практично не володіють вологоємністю, фізико-хімічною поглинальною здатністю, не набухають. При ґрунтоутворенні відрізняються нестійкістю, поступово руйнуються, за винятком окремих найстійкіших. Склад первинних мінералів ґрунту мало залежить від особливостей ґрунтотворного процесу, а в основному – від особливостей материнської породи. 
Багатство ґрунту первинними мінералами говорить про його відносну молодість. З часом уміст і число видів первинних мінералів поступово зменшуються, залишаються найстійкіші до вивітрювання, такі як кварц. Найрозповсюдженішими первинними мінералами в породах та ґрунтах є кварц (SiO2, 40-60% і більше), польові шпати (до 20%), зокрема, ортоклаз; амфіболи, піроксени й слюди. Кварц і польові шпати крупнозернисті, тому що вивітрювання їх іде повільно, вони формують піщану і пилувату фракцію ЕГЧ. Амфіболи, піроксени, слюди легко вивітрюються, в ґрунті їх досить мало у вигляді дрібних кристалів у дрібніших фракціях. 
Стійкість до вивітрювання визначається природою мінералів, їх кристалічною структурою. Первинні мінерали володіють структурами іонного типу, іони в кристалах мінералів розташовані у вигляді геометрично правильної просторової решітки, що називається кристалічною, специфічної для кожного мінералу. Взаємне розміщення катіонів та аніонів у кристалічній решітці обумовлюється їх об'ємами або радіусами. Кількість іонів протилежного знака, що оточують даний іон, називається координаційним числом. Чим більший радіус іона, тим більше навколо нього може розміститися протилежно заряджених іонів, без взаємного, дотику. Координаційне число визначає форму оточення, або координацію навколо іона, а значить, і основний елемент структури, характер елементарної чашечки мінералу. Координація трикутника має координаційне число 3; тетраедра – 4; октаедра – 6; куба – 8. 
Головним елементом структури одних із найрозповсюдженіших у ґрунті кисневих сполук кремнію є кремній-кисневий тетраедр, біля вершини якого розміщуються чотири іони кисню, а в центрі – іон кремнію.